# پاقلعه (زاوه)
پاقلعه روستایی در دهستان صفائیه بخش مرکزی شهرستان زاوه استان خراسان رضوی ایران است. بر پایه سرشماری عمومی نفوس و مسکن در سال ۱۳۹۰ جمعیت این روستا ۲۶۴ نفر (در ۷۰ خانوار) بوده است.